# Chlor(triphenyl)silan
Chlor(triphenyl)silan ist eine chemische Verbindung aus der Gruppe der siliciumorganischen Verbindungen.

## Geschichte
Die Darstellung von Chlor(triphenyl)silan wurde zuerst 1886 von A. Polis durch Umsetzung von Tetraphenylsilan mit Phosphorpentachlorid durchgeführt. Je nach Verhältnis der beiden Reaktanden entsteht neben Chlor(triphenyl)silan auch Dichlor(diphenyl)silan.
{\displaystyle \mathrm {Si(C_{6}H_{5})_{4}\ +PCl_{5}\longrightarrow Si(C_{6}H_{5})_{3}Cl+\ Cl{-}C_{6}H_{5}\ +\ PCl_{3}} }
{\displaystyle \mathrm {Si(C_{6}H_{5})_{4}\ +2\ PCl_{5}\longrightarrow Si(C_{6}H_{5})_{2}Cl_{2}+\ 2\ Cl{-}C_{6}H_{5}\ +\ 2\ PCl_{3}} }

## Gewinnung und Darstellung
Neben der Methode von Polis kann Chlor(triphenyl)silan auch durch Reaktion von Tetrachlorsilan mit einem Grignard-Reagenz hergestellt werden:
{\displaystyle \mathrm {3\ ClMgC_{6}H_{5}+SiCl_{4}\longrightarrow Si(C_{6}H_{5})_{3}Cl+\ 3\ MgCl_{2}} }

## Eigenschaften
Chlor(triphenyl)silan ist ein brennbarer, schwer entzündbarer, feuchtigkeitsempfindlicher, kristalliner, gelblicher Feststoff mit stechendem Geruch, der sich in Wasser zersetzt. Er zersetzt sich bei Erhitzung, wobei Chlorwasserstoff, Kohlenmonoxid, Kohlendioxid und Siliciumdioxid entstehen. Polis beschreibt Chlor(triphenyl)silan als farblose Kristalle, die an der Luft schwach rauchen und sich in Petrolether, Diethylether, Benzol und Chloroform lösen.

## Verwendung
Chlor(triphenyl)silan wird als Silylierungsreagenz und als Zwischenprodukt für Arzneistoffe verwendet.